# جي. ر. غراي
جي. ر. غراي هو سياسي أمريكي، ولد في 17 يوليو 1938. انتخب عضو مجلس نواب كنتاكي ‏.